# يعقوب زهي
يعقوب زهي (بالفارسية: یعقوب زهی) هي قرية تقع في منطقة بولان في إيران. يقدر عدد سكانها بـ 745 نسمة بحسب إحصاء 2016.